# 兄弟愛と統一道路

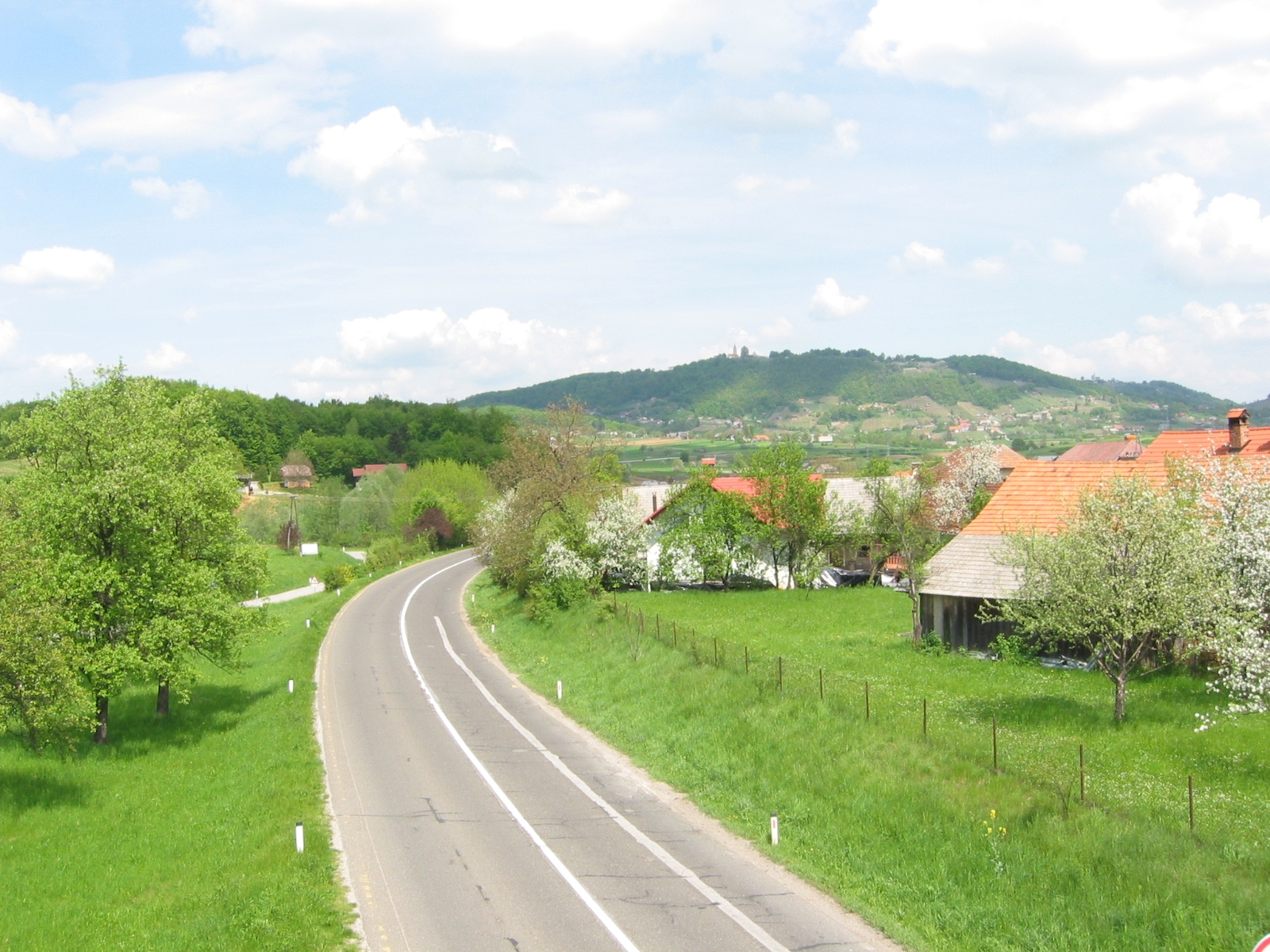
兄弟愛と統一道路、スロベニアのドレンスカ地方、ノヴォ・メストのオトチェツ（Otočec）付近、2005年3月

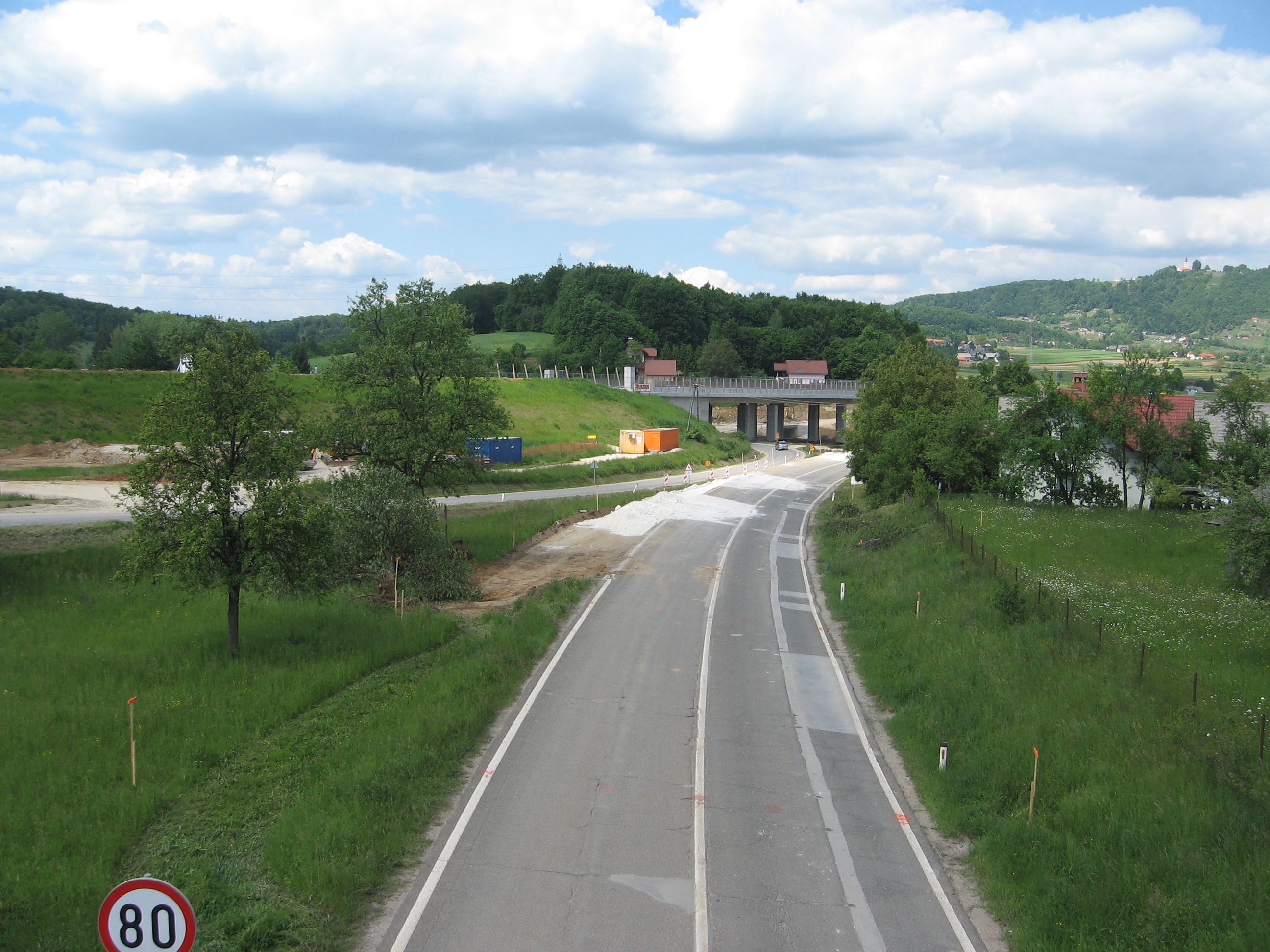
兄弟愛と統一道路、スロベニアのViaduct Topliceにて。新しいA2号線が奥に見える。

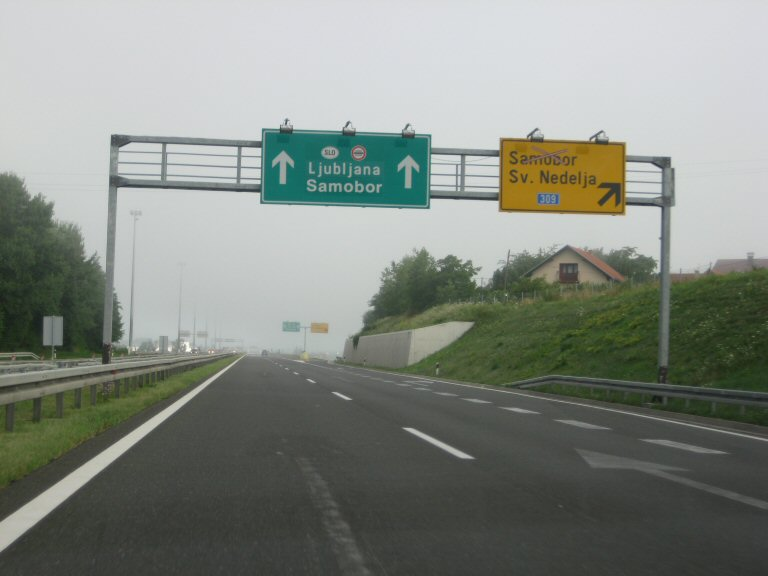
兄弟愛と統一道路、クロアチアのサモボル付近、1990年代に完成され、A3号線の一部へと昇格した。

「兄弟愛と統一」道路（セルビア・クロアチア語:"Bratstvo i jedinstvo" / "Братство и јединство"、スロベニア語:"Bratstvo in enotnost"、マケドニア語:"Братство и единство"）は、ユーゴスラビア社会主義連邦共和国に作られた道路であり、その北西端のオーストリアとの国境、トリグラウ山近くからリュブリャナ、ザグレブ、ベオグラード、スコピエを通り、ギリシャとの国境にあたる南東端のゲヴゲリヤ（Gevgelija）へとつながっている。このプロジェクトはヨシップ・ブロズ・ティトーの発案であり、ティトーによって「兄弟愛と統一」と名づけられた。
この道路は、セルビア・クロアチア語やスロベニア語で単に高速道路を意味する「autoput」もしくは「autocesta」と呼ばれ、これはこの道路が当初、ユーゴスラビアで唯一の現代的な幹線道路であったことによる。この呼ばれ方は、後に多くの幹線道路が開通したことによって次第に廃れていった。
ユーゴスラビア社会主義連邦共和国時代の間に、この道路のうちクラーニ-リュブリャナ間（20キロメートル）、ザグレブ-ジュパニャ間（259キロメートル）、スレムスカ・ミトロヴィツァ（Sremska Mitrovica）-ベオグラード-ニシュ間（277キロメートル）が、片側2車線、合計4車線と路側帯を持つ現代的な高速道路へと改良された。

ユーゴスラビアを北西から南東へ貫く「兄弟愛と統一」道路の路線図。

クロアチアを走る部分は1977年に着工された。2008年の時点で、スロベニア国内ではおよそ80%が、クロアチア、セルビアおよびマケドニア共和国の各国内では全区間が現代的な高速道路となっている。唯一スロベニアには、現代的な高速道路の規格になっていない区間が残されており、この部分の現代化も進められている。この道路は、欧州自動車道路のE61号線（オーストリア国境-リュブリャナ間）、E70号線（リュブリャナ-ベオグラード間）、E75号線（ベオグラード-ギリシャ国境間）の一部を構成している。また、道路はPan-European corridor Xの一部ともなっている。クロアチアでは、この道路の一部はA3号線（A3）高速道路およびザグレブ・バイパスの一部ともなっている。